# Martin Nevland
Martin Nevland, né le 16 juin 2001 à Ålgård, est un biathlète norvégien.

## Biographie
Lors de sa première apparition sur le circuit international, à l'âge de 18 ans, il remporte trois médailles d'or aux championnats du monde des jeunes en 2020 à Lenzerheide en Suisse (individuel, poursuite et relais).
Deux ans plus tard, aux Championnats du monde juniors de biathlon 2022 à Soldier Hollow, il remporte les titres du sprint et de la poursuite.
Lors des Championnats du monde juniors de biathlon 2023 à Chtchoutchinsk, il conserve son titre sur la poursuiteet remporte une médaille d'or supplémentaire, avec le relais norvégien (Trym Gerhardsen, Einar Hedegart et Isak Frey).
Lors de la saison 2023-2024, il signe sa première victoire sur le circuit IBU Cup en remportant la Mass-Start 60 à Sjusjøen le 16 décembre 2023.

## Palmarès

### IBU Cup
- 6 podiums individuels, dont une victoire.

Mis à jour le 8 mars 2024.

#### Podiums individuels en IBU Cup
| Podiums individuels en IBU Cup | Podiums individuels en IBU Cup | Podiums individuels en IBU Cup | Podiums individuels en IBU Cup | Podiums individuels en IBU Cup | Podiums individuels en IBU Cup |
| n°                             | Saison                         | Date                           | Lieu                           | Épreuve                        | Résultat                       |
| ------------------------------ | ------------------------------ | ------------------------------ | ------------------------------ | ------------------------------ | ------------------------------ |
| 1                              | 2023-2024                      | 30-11-2023                     | Kontiolahti                    | Individuel 20 km               | Médaille de bronze             |
| 2                              | 2023-2024                      | 08-12-2023                     | Idre Fjäll                     | Sprint 10 km                   | Médaille d'argent              |
| 3                              | 2023-2024                      | 15-12-2023                     | Sjusjøen                       | Poursuite 12,5 km              | Médaille de bronze             |
| 4                              | 2023-2024                      | 16-12-2023                     | Sjusjøen                       | Mass-Start 60 15 km            | Médaille d'or                  |
| 5                              | 2023-2024                      | 12-01-2024                     | Ridnaun-Val Ridanna            | Mass-Start 60 15 km            | Médaille d'argent              |
| 6                              | 2023-2024                      | 02-03-2024                     | Obertilliach                   | Poursuite 12,5 km              | Médaille d'argent              |

### Championnats du monde juniors
| Mondiaux / Épreuve  | Cat.    | Individuel            | Sprint                | Poursuite             | Relais                     | Relais mixte                     |
| 2020 Lenzerheide    | Jeunes  | Médaille d'or, Europe | 4e                    | Médaille d'or, Europe | Médaille d'or, Europe      | Épreuve inexistante à cette date |
| 2022 Soldier Hollow | Juniors | —                     | Médaille d'or, Europe | Médaille d'or, Europe | Médaille de bronze, Europe | Épreuve inexistante à cette date |
| 2023 Chtchoutchinsk | Juniors | 6e                    | 5e                    | Médaille d'or, Europe | Médaille d'or, Europe      | Médaille de bronze, Europe       |

Légende :
- : première place, médaille d'or
- : troisième place, médaille de bronze
- — : non disputée par Martin Nevland